# 1991 CB1
1991 CB1 är en centaur som upptäcktes den 15 februari 1991 av Spacewatch vid Kitt Peak-observatoriet. Den observerades senast den 26 oktober 1991.
Den tillhör asteroidgruppen Apollo.